# Toyota Highlander
El Toyota Highlander o Kluger en Australia es un automóvil todoterreno del segmento E fabricado por la marca japonesa Toyota desde el año 2000. Es un cinco puertas con carrocería monocasco y motor delantero, que se ofrece con tracción delantera o a las cuatro ruedas, y con cinco o siete plazas. El Highlander se enfrenta a modelos como el Honda Pilot, el Nissan Pathfinder, el Mitsubishi Endeavor, GMC Acadia y con la nueva generación de Ford Explorer.
La plataforma sobre la cual se construye proviene del Lexus RX, del Toyota Camry y del Toyota Sienna. A diferencia del Toyota 4Runner, que tiene un tamaño y precio similar, el Highlander está pensado para uso mayoritario en asfalto.

## Primera generación (2000-2007)

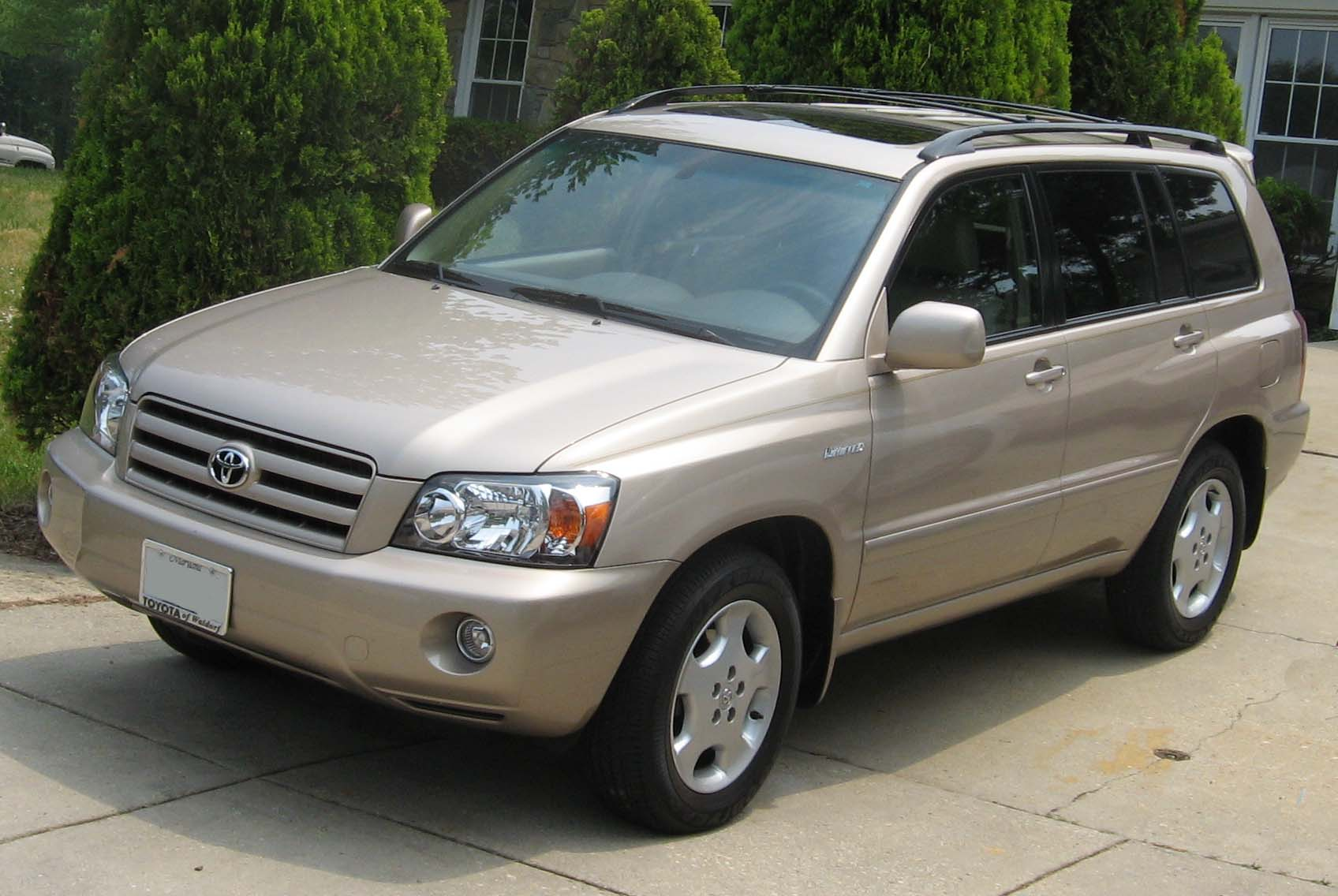
Toyota Highlander versión 2004-2007.

La primera generación del Highlander se presentó oficialmente en el Salón del Automóvil de Nueva York de 2000 y se lanzó a mercado japonés a fines de ese año. Todas las unidades del Highlander se fabricaron en Kyushu, Japón.
Inicialmente, los dos motores ofrecidos eran un gasolina de cuatro cilindros en línea y algunos de un año más avanzado de 6 cilindros, 2.4 litros de cilindrada y 162 CV de potencia máxima, y un gasolina de seis cilindros en V, 3.0 litros y 223 CV. Para la línea 2004, el V6 pasó a ser un 3.3 litros de 234 CV, al mismo tiempo que el modelo recibió una lavado de cara y se añadió una variante de siete plazas.
En 2005, se agregó a la gama una versión híbrida. Está equipada con el motor de gasolina V6 de 3.3 litros, y con dos motores eléctricos: uno delantero de 155 kW y uno trasero de 50 kW, que impulsan a los respectivos ejes.

## Segunda generación (2007-2011)
El Highlander de segunda generación se mostró al público por primera vez en el Salón del Automóvil de Chicago de 2007. Se puso a la venta ese mismo año como modelo 2008 con dos motorizaciones: un gasolina V6 atmosférico de 3.5 litros y 274 CV, y una híbrida con un gasolina V6 de 3.3 litros. El Highlander se ensambla en una planta situada en Fukuoka, Japón.

## Rediseño de la segunda generación (2011-2013)

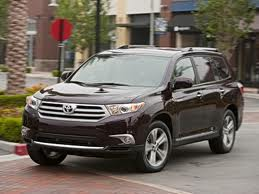
Highlander 2012 después del rediseño

Esta reestilización fue para  hacer que la Highlander cumpliera con la imagen global de la marca de esos años, estos cambios le ayudaron a la camioneta ya que así tuvo una imagen más deportiva y elegante.

## Tercera generación (2014-presente)

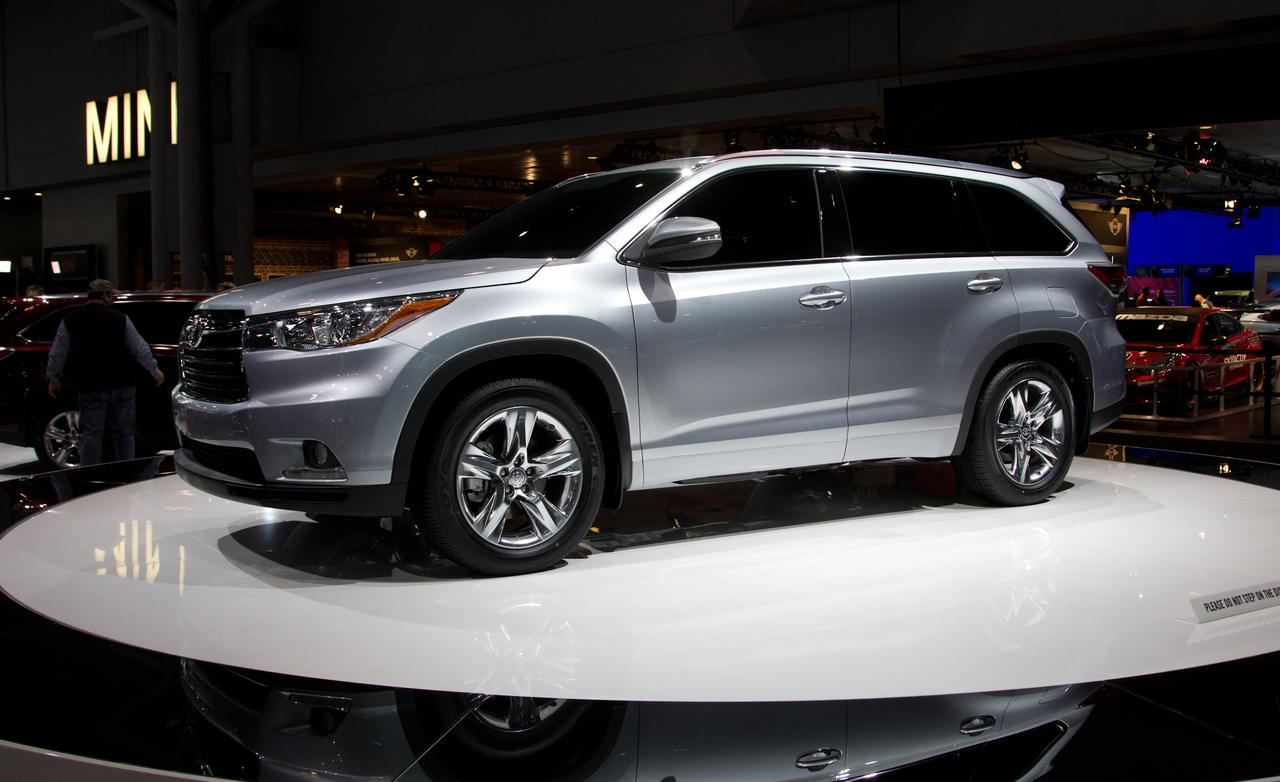
La Highlander 2014

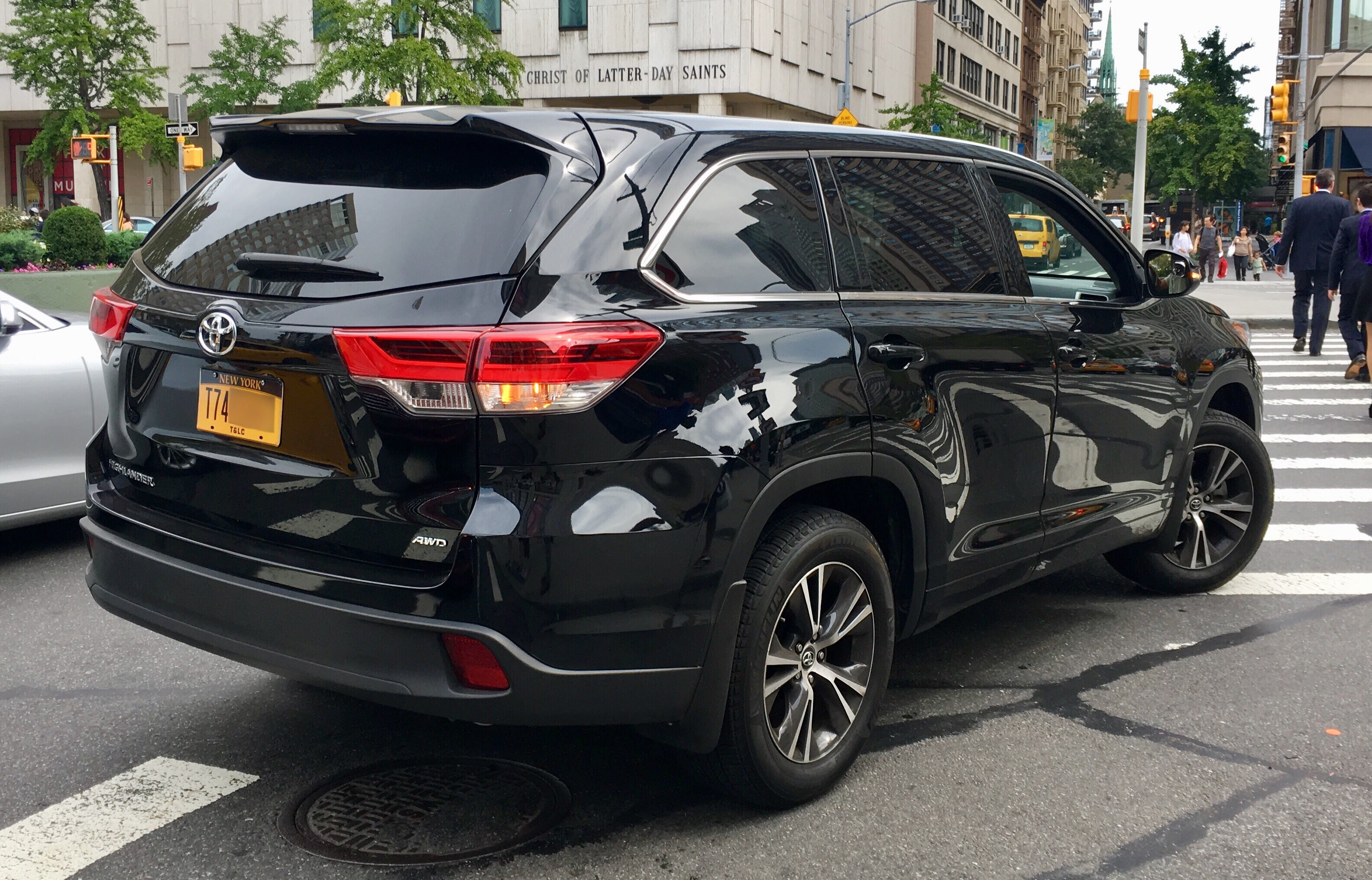
La Highlander 2017

Fue presentada en el Salón del Automóvil de Nueva York.
En este generación se renovó totalmente siguiendo las actuales líneas de la marca japonesa, por ejemplo las de la RAV-4. Aplicando mejores materiales para los interiores, como por ejemplo, se inserto piel en el tablero y materiales  suaves. También en la versiones Limited está disponible un techo panorámico o un reproductor de Blu-Ray y DVD.
Para el modelo 2016 recibió un facelift 
En este modelo hicieron un cambio facelift, el cual incluyó una mejora en la suspensión para mayor comodidad del cliente , ya que los vehículos hechos en Princeton, Indiana, E.U.A. llevan amortiguadores de GAS y los hechos en Quebec, Canadá, tienen una suspensión con sensor electrónico.
Esta generación fue galardonada por el IIHS con el Top Safety Pick Plus.